# Världsmästerskapen i orientering 1978
Världsmästerskapen i orientering 1978 hölls den 15-17 september 1978 i Kongsberg i Norge.

## Medaljörer

### Herrar

#### Individuellt
1. Egil Johansen, Norge 1.31.44
2. Risto Nuuros, Finland 1.32.52
3. Simo Nurminen, Finland 1.34.00

#### Stafett
1. Norge (Jan Fjærestad, Svein Jacobsen, Egil Johansen, Eystein Weltzien) 3.55.33
2. Sverige (Rolf Pettersson, Lars Lönnkvist, Kjell Lauri, Olle Nåbo) 4.04.05
3. Finland (Urho Kujala, Jorma Karvonen, Simo Nurminen, Risto Nuuros) 4.16.27

### Damer

#### Individuellt
1. Anne Berit Eid, Norge 1.01.39
2. Liisa Veijalainen, Finland 1.01.41
3. Wenche Jacobsen, Norge 1.02.42

#### Stafett
1. Finland (Outi Borgenström, Marita Ruoho, Liisa Veijalainen) 2.26.48
2. Sverige (Eva Moberg, Karin Rabe, Kristin Cullman) 2.26.52
3. Schweiz (Ruth Baumberger, Ruth Humbel, Hanni Fries) 2.38.43